# Neunkirchen, Áo

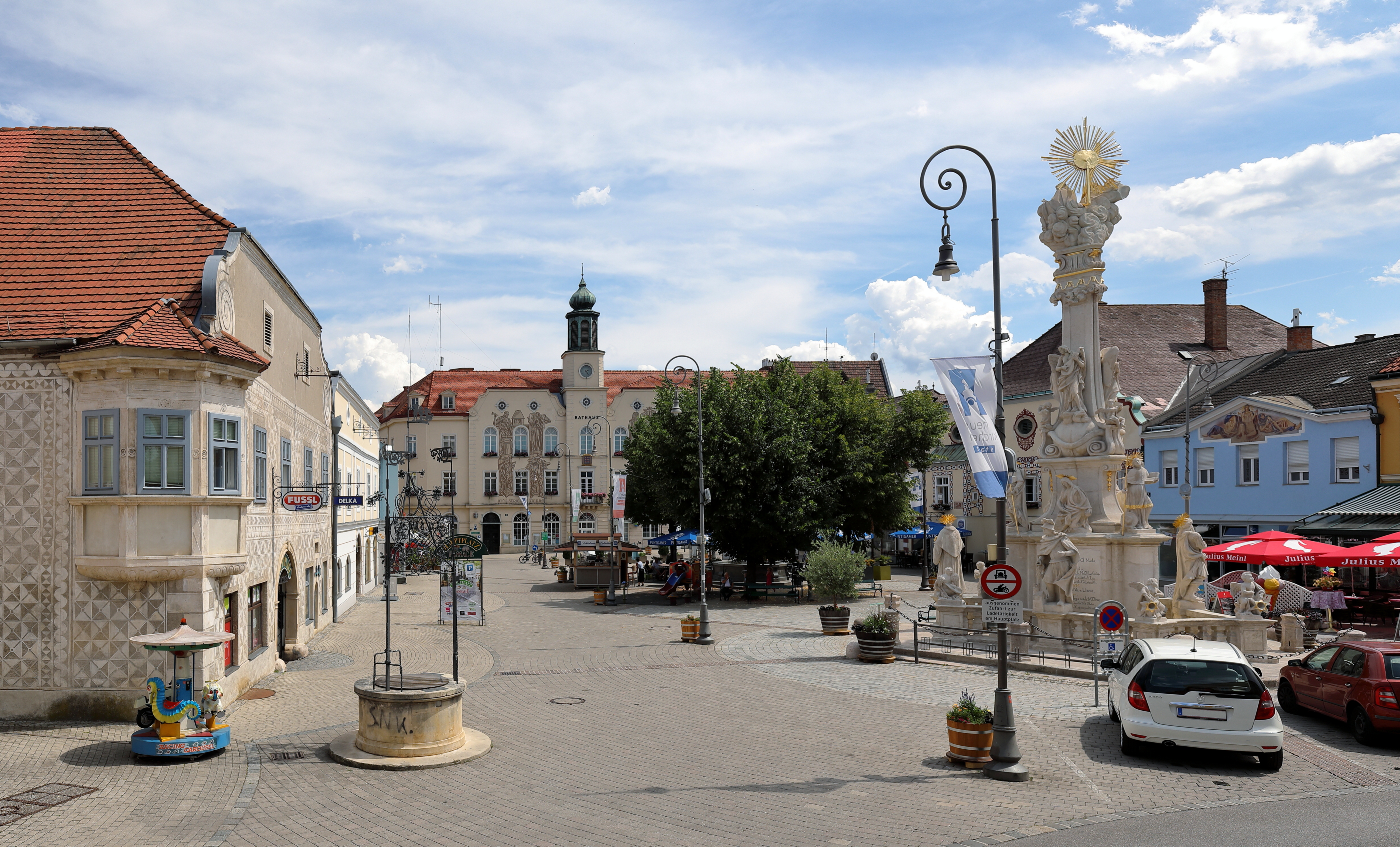
Neunkirchen's Hauptplatz

Neunkirchen là một thị xã thuộc huyện Neunkirchen trong bang Niederösterreich. Đây cũng là thủ phủ của huyện Neunkirchen